# Гідроцикл

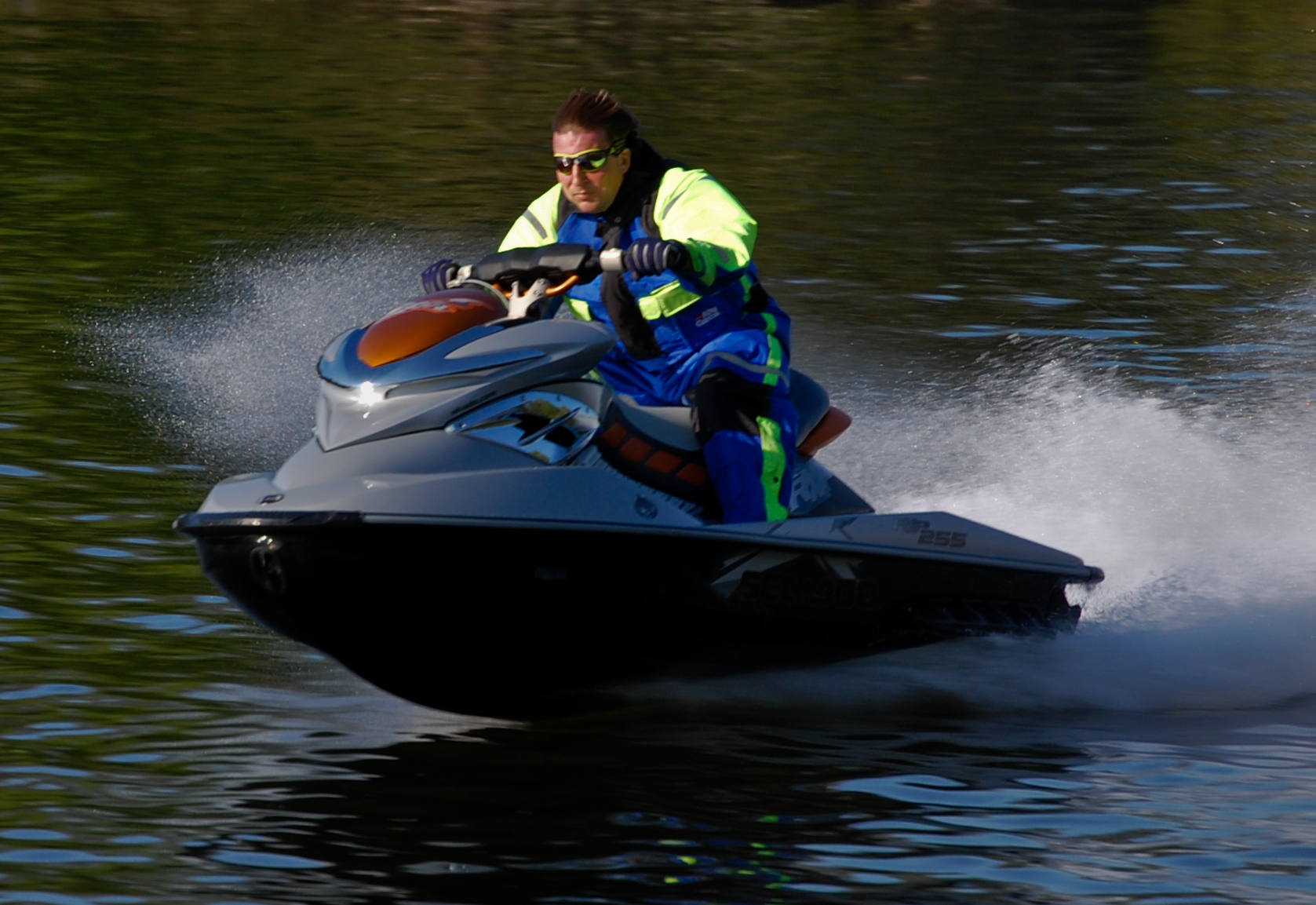
Глісування.

Гідроцикл (водний мотоцикл) — швидкісний персональний водний транспортний засіб (плавзасіб) зі стаціонарним двигуном внутрішнього згоряння, який призначений для руху глісуванням по водній поверхні.
Гідроцикли зазвичай мають довжину до трьох метрів і вантажопідйомність до 300 кілограмів, можуть розвивати швидкість до 150 км/год.
Гідроцикли зазвичай діляться на дві категорії: гідроцикли для їзди стоячи і на гідроцикли для їзди сидячи.
- Гідроцикли для їзди стоячи (спортивні гідроцикли) мають велику маневреність і вимагають певних навичок управління, використовуються як у побуті, так і в гонках, і у фрістайлі.
- Гідроцикли для їзди сидячи менш пристосовані для трюків і крутих віражів, однак стійкі та ідеально підходять для «прогулянкового стилю». Існують туристичні (сімейні), спортивно-туристичні та спортивні моделі.

Зараз гідроцикли використовуються для відпочинку, в спортивних цілях, а іноді також як рятувальний засіб.

## Історія
Гідроцикл — той рідкісний випадок, коли техніка винаходилась саме як спортивна.
Перший в світі водний мотоцикл випущений «батьком» снігоходу, компанією Bombardier в 1968 році. Метою винахідників було створення самохідних водних лиж, а вийшов водний мотоцикл — із сидінням для водія і пасажирів, електричним стартером, кермовою колонкою і пласким днищем.
Проте агрегат так і не був запущений у виробництво, оскільки в ньому не знайшли практичного та функціонального застосування, і в 1970 році розробка гідроциклів була зупинена. Таким непрощенним промахом швидко скористалася японська фірма Kawasaki Heavy Industries, миттєво оцінивши комерційний потенціал «іграшки», і незабаром японські гідроцикли заповнили пляжі всього світу. У 2004 році приблизно півтора мільйона аквабайків уже було зареєстровано американською береговою поліцією.

## Конструкція

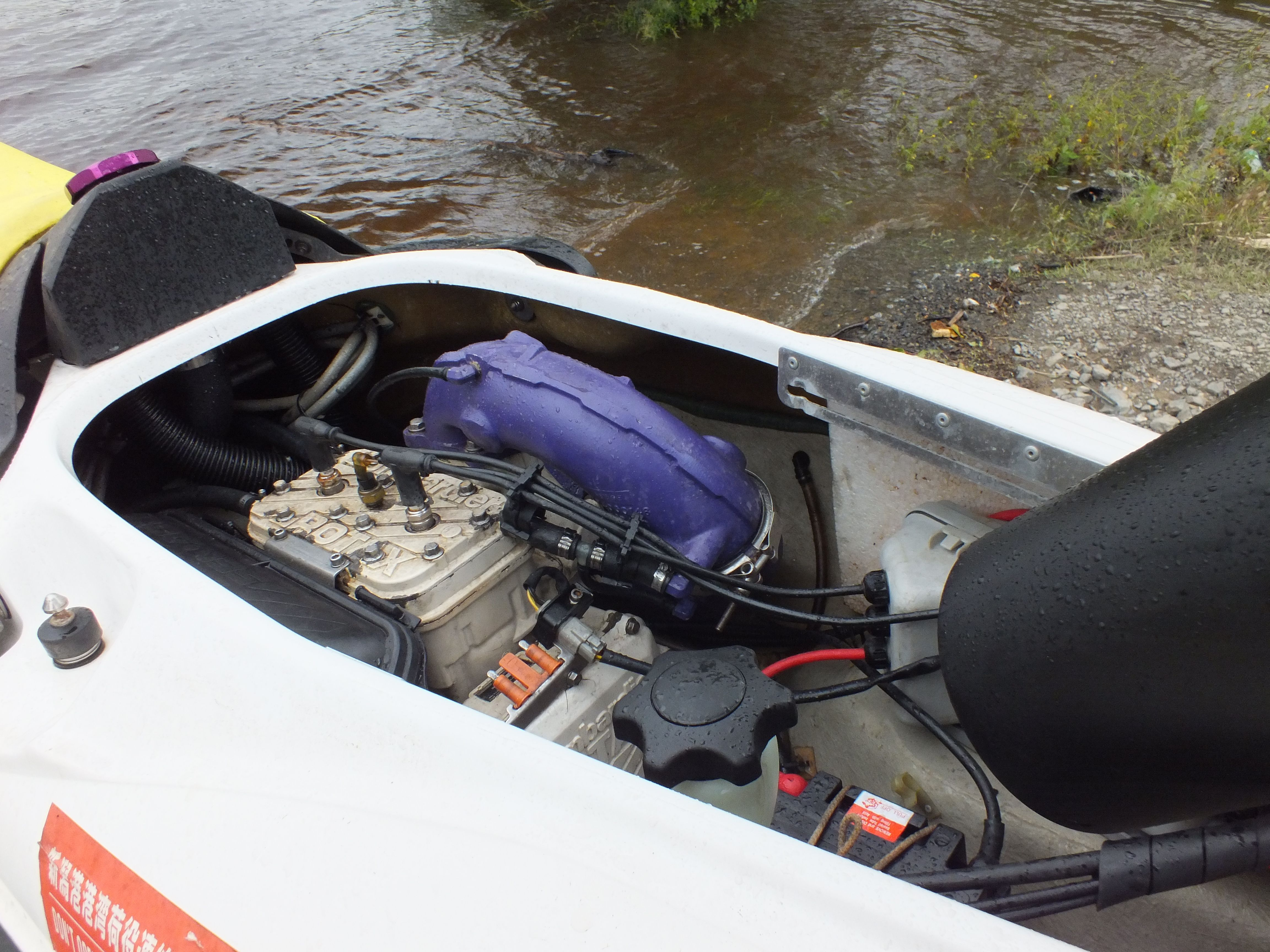
Двигун гідроцикла.

Гідроцикл має склопластиковий корпус, у ньому розміщений двигун, зазвичай бензиновий, двотактний або чотиритактний, потужністю від 90 до 300 к.с.
Основними матеріалами, що застосовуються для виробництва корпуса гідроциклів, є композитні матеріали і полімери.
У корпусі розміщуються акумуляторні батареї і відсіки непотоплюваності. Корпуси гідроциклів закритого типу забезпечують непотоплюваність судна при заливанні його хвилею і остійність при перевертанні вверх кілем.
Управління гідроциклом — кермо мотоциклетного типу. Водій і пасажир розташовуються на сидіннях по типу мотоциклетних. На рульовій колонці розташовується кнопка «стоп» на розмикання. Аби запустити двигун, необхідно вставити запобіжну «чеку», що з'єднана гнучким тросом із тілом водія. Якщо водій втрачає рівновагу і опиняється за бортом — двигун зупиняється. Для того щоби було зручно піднятися на борт після падіння в воду, у кормі судна є сходинки та поручні.
Використання водомета як рушія значно скорочує кількість нещасних випадків при падінні з машини, оскільки крильчатка водомета знаходиться усередині корпусу.
Головною особливістю сучасних гідроциклів є можливість регулювання кута нахилу сопла водомета по вертикалі, що дозволяє спортсменам здійснювати трюки, високо стрибати з води або ж навпаки глибоко пірнати.
Гідроцикл може перевозитися у бортовій платформі вантажівки, зазвичай до комплекту поставки входить спеціалізований човновий причіп.

### Спорт

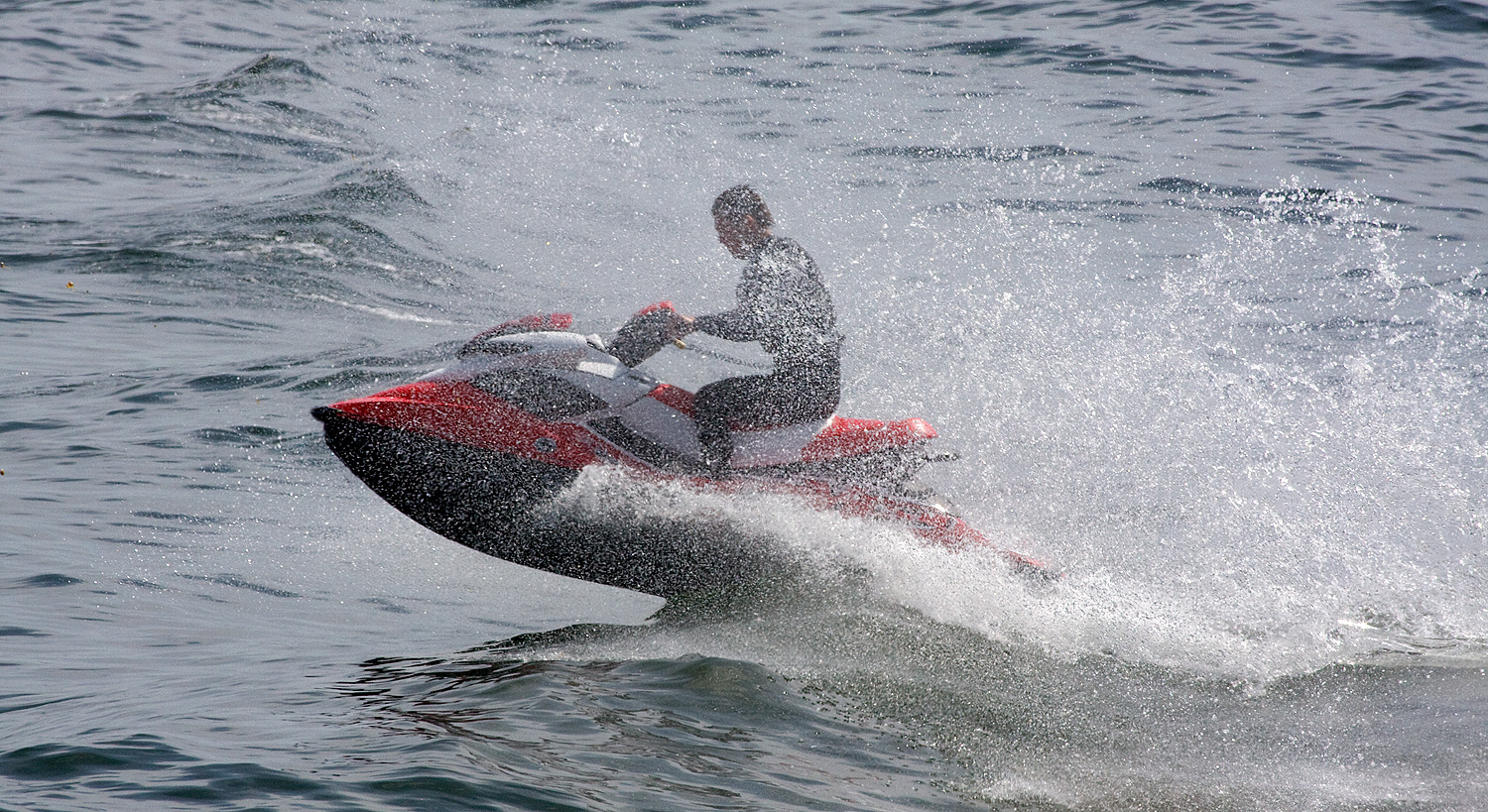
Спортивний гідроцикл.

З появою спортивних гідроциклів зародився такий вид спорту як аквабайк.
Гідроцикли Sea Doo серії Wake — це єдині спортивні гідроцикли, створені спеціально для вейкбординга, виду спорту, який поєднав водні лижі, сноуборд, скейтборд і серфінг. Спеціальна конструкція цієї моделі дозволяє кріпити дошку і згортати трос, при цьому є спеціальні баластні баки, які заповнюються водою і обтяжують апарат на 90 кг.

### Відпочинок

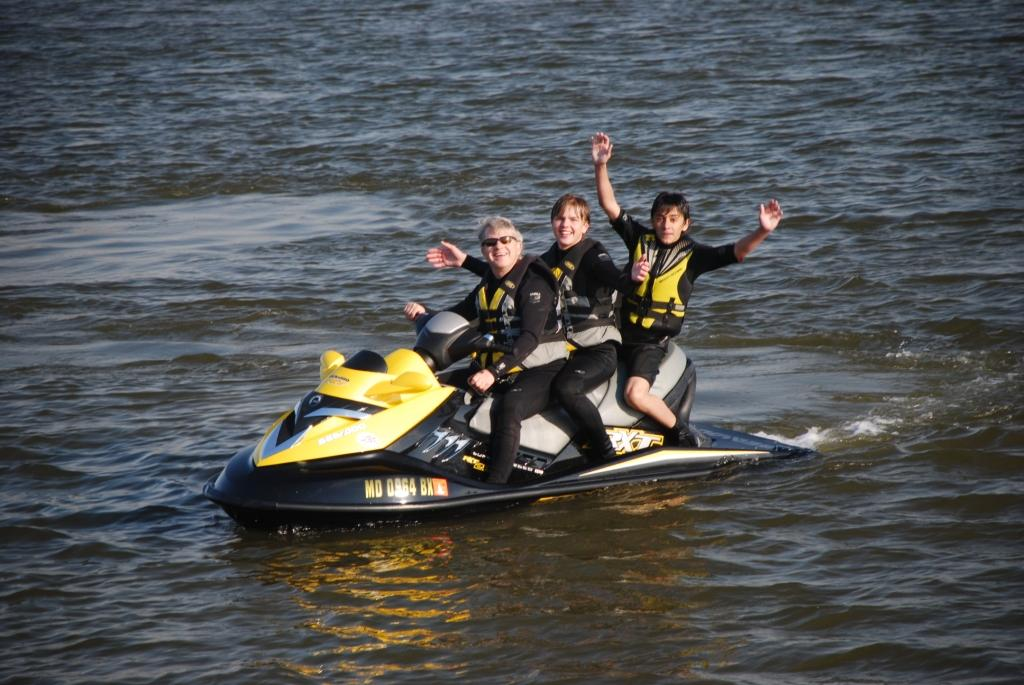
Тримісний гідроцикл.

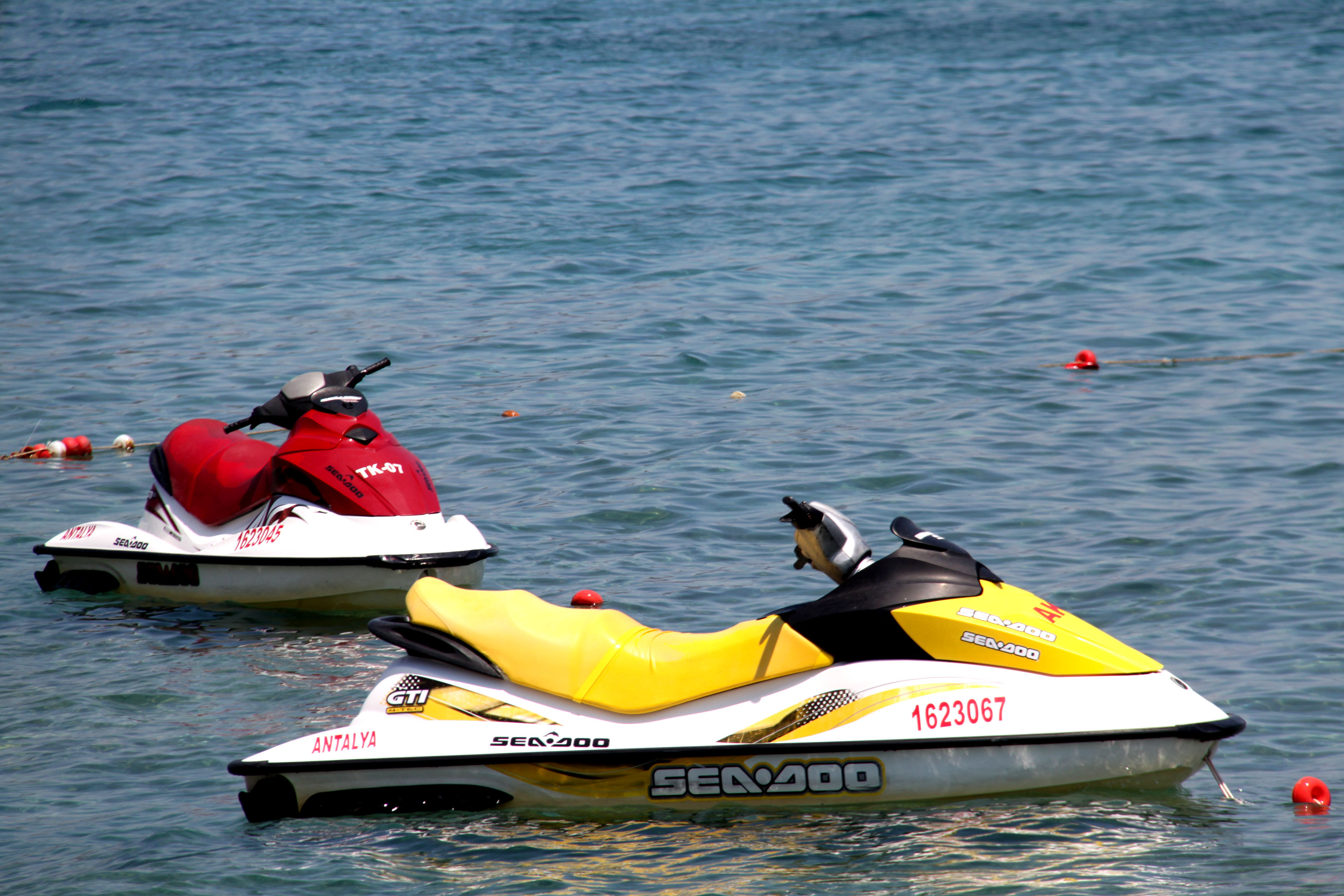
Гідроцикли на пляжах Кемер а.

Практично на всіх курортах світу, а також міських пляжах є можливість орендувати гідроцикл. Вартість прокату залежить від часу оренди.
Так, наприклад, у Фінляндії, можна взяти в кемпінгу гідроцикл напрокат з урахуванням вартості палива та іноді страховки.
Також у Фінляндії поширені сезонні турпоходи по островам на гідроциклах, підчас яких група з 3-15 машин (а часом і більше) та 2-3 людей на машину відправляється в похід по островам і озерам. При цьому тривалість походу 1,5 тижні, а загальна довжина маршруту може сягати 1000 км. У таких походах до гідроциклів прикріплюється човен із провізією і паливом, в який можна посадити додатково до двох осіб, а додаткові запаси палива можна поповнити на численних стоянках суден, поромних переправах та в приозерних містах.

### У силових структурах
В Україні гідроцикли стоять на озброєнні транспортних підрозділів МВС (у тому числі морські частини МВС) і деяких підрозділах МНС.